# Теленин, Георгий Фёдорович
Георгий Фёдорович Теленин (25 ноября 1924 — 14 февраля 2004, Москва) — советский учёный в области механики и педагог высшей школы. Лауреат Ленинской премии (1966).

## Биография
Окончил Московский авиационный институт (1948). Учился в аспирантуре НИИ-1, научный руководитель Г. И. Петров, в 1953 году защитил диссертацию на соискание учёной степени кандидата технических наук.
Доктор технических наук (1962). Работал в НИИ-1 и НИИ механики МГУ (на общественных началах).
Преподавал на механико-математическом факультете МГУ, профессор кафедры аэромеханики и газовой динамики, и в МГИУ (1992—2004, профессор)

## Научные интересы
Вёл исследования по аэродинамике больших скоростей. Предложил эффективные методы расчёта течения при сверхзвуковом обтекании затупленных тел. Вывел законы подобия при гиперзвуковом обтекании тонких заострённых тел, совершающих колебательные движения.

## Награды
- Ленинская премия (1966, в коллективе)